# تقرير روبينز
تقرير روبينز (تقرير هيئة التعليم العالي التي كان يرأسها اللورد روبينز) هو تقرير أشرفت عليه الحكومة البريطانية وتم نشره في العام 1963. كانت اجتماعات اللجنة بين العام 1961 و 1963. وتبنت الحكومة البريطانية في ذلك الحين بعد إصدار التقرير جميع التوصيات التي صدرت عنه وذلك في 24 تشرين أول 1963.
وقد أوصى التقرير بالمباشرة بتوسيع الجامعات ومنح جميع الكليات التقنية المتقدمة درجة الجامعة. ونتيجة لهذه التوصيات وتطبيقها ارتفع عدد الطلبة في الجامعات من 197,000 في السنة الدراسية 1967-1968 إلى 217,000 في العام الدراسي 1973-1974 واستمر التوسع في إنشاء الجامعات بعد ذلك.
وقد كان هذا التقرير انعكاساً للتوجه العام في المملكة المتحدة وفي أوروبا بشكل عام نحو التركيز على التعليم العالي والتوسع في إنشاء الجامعات.